# Saint-Plantaire
Saint-Plantaire is een gemeente in het Franse departement Indre (regio Centre-Val de Loire) en telt 550 inwoners (1999). De plaats maakt deel uit van het arrondissement La Châtre.

## Geografie
De oppervlakte van Saint-Plantaire bedraagt 33,6 km², de bevolkingsdichtheid is 16,4 inwoners per km².

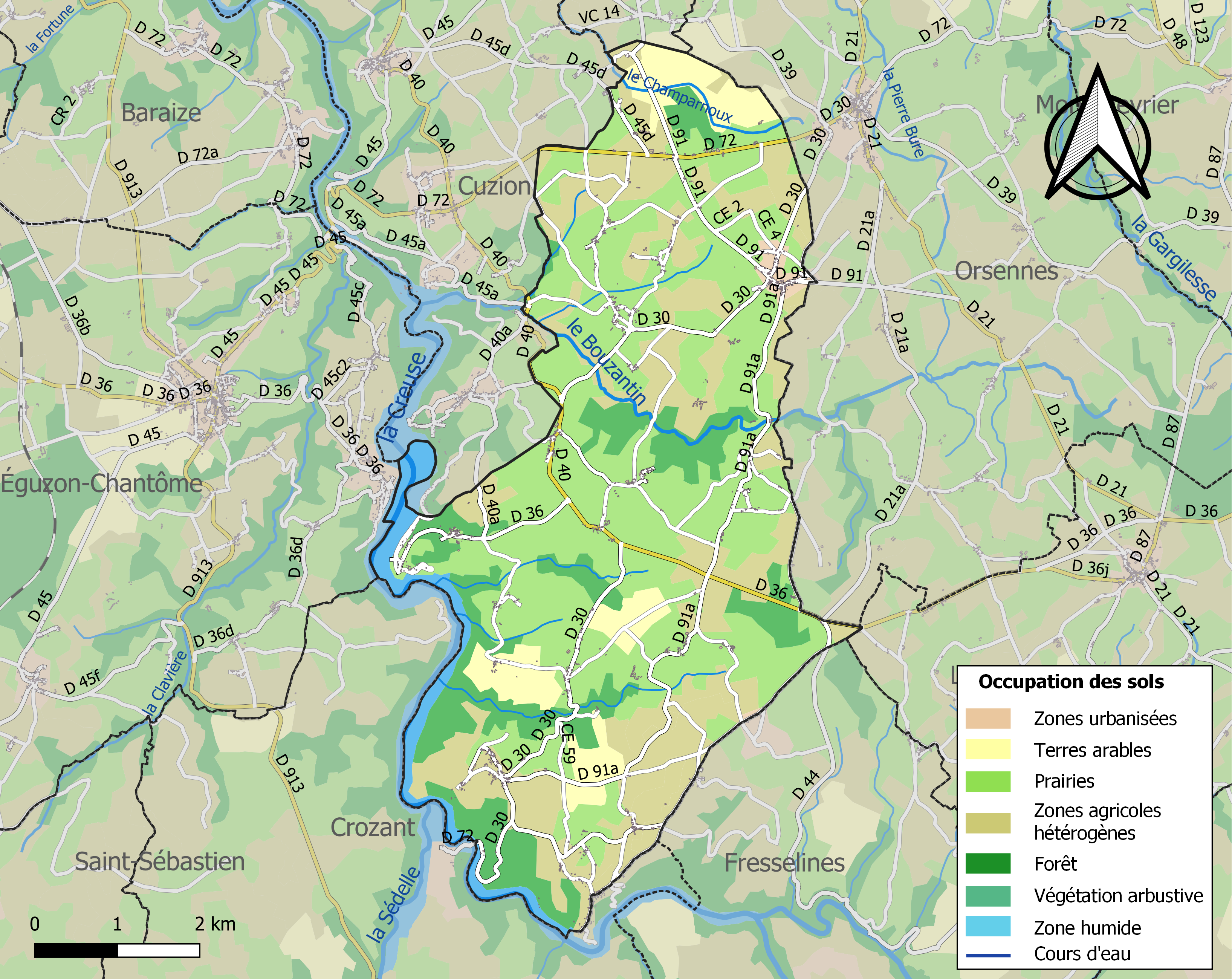
Kaart van de gemeente met de belangrijkste infrastructuur, bodemgebruik en omliggende gemeenten

## Demografie
Onderstaande figuur toont het verloop van het inwonertal (bron: INSEE-tellingen).